# Тейшору
Тейшору (рум. Teișoru) — село у повіті Васлуй в Румунії. Входить до складу комуни Пушкаші.
Село розташоване на відстані 267 км на північний схід від Бухареста, 11 км на захід від Васлуя, 61 км на південь від Ясс, 135 км на північ від Галаца.

## Населення
За даними перепису населення 2002 року у селі проживали 544 особи, усі — румуни. Усі жителі села рідною мовою назвали румунську.